# Unirea (Dolj)
Unirea é uma comuna romena localizada no distrito de Dolj, na região de Oltênia. A comuna possui uma área de 48.72 km² e sua população era de 4110 habitantes segundo o censo de 2007.